# Mauvaises Nouvelles des étoiles - Dub Style
Albums de Serge Gainsbourg
Aux armes et cætera - Dub Style
(2003) Gainsbourg... et cætera - Enregistrement public au Théâtre Le Palace
(2006)
Mauvaises nouvelles des étoiles - Dub Style est un double album de Serge Gainsbourg. Il contient de nouveaux mixages des enregistrements originaux de 1981 produits par Philippe Lerichomme, ainsi que des versions dub et des variations interprétées par des chanteurs jamaïcains.

## Description
Édité en 2003, ce double album fait partie de la série Gainsbourg Dub Style fruit d'un travail de remixage important de toute la période reggae de l'artiste. Le projet, conçu et réalisé par le musicien français Bruno Blum avec la contribution de l'ingénieur du son Soljie Hamilton (du studio Channel One) décline en plus du nouveau mixage de l'album original, des remixages dub radicaux et de nouvelles compositions interprétées sur les accompagnements (riddims en Jamaïque) de l'album. Il révèle en outre une composition inédite, Ecce homo et cætera qui met en scène l'agonie de son auteur Serge Gainsbourg, répondant ainsi au succès Ecce homo, où entre en scène son alter ego négatif, son Mister Hyde, Gainsbarre le personnage provocateur.
Cet album qui revisite Mauvaises nouvelles des étoiles est directement inspiré par le travail de l'ingénieur du son et producteur jamaïcain King Tubby, inventeur et maître du remixage créatif, le dub. Ces versions dub mettent en valeur les chœurs du I Threes et la qualité du travail des musiciens Sly & Robbie. L'ensemble regénère également l'album d'origine, dont le mixage était un peu faible. Quant aux inégales créations interprétées par les toasters jamaïcains sur la base des enregistrements d'origine, elles apportent un regard original et parfois surprenant. Parmi les plus réussies, on compte celle de Juif et Dieu, Mickey maousse et Toi mourir.
Édité en double CD, l'album a également été diffusé sous la forme de trois albums de vinyle 30cm qui contiennent quelques dubs et versions DJ inédites.
Rédigé par Gilles Verlant et Bruno Blum, le livret de l'album contient quantité d'informations, de documents et de photographies inédits, tout comme celui de l'autre album revisité par Bruno Blum, dit Doc Reggae : Aux armes et cætera - Dub Style. Bruno Blum a également travaillé sur la réalisation du nouveau mixage de l'édition définitive de l'album Gainsbourg... et cætera - Enregistrement public au Théâtre Le Palace.

## Liste des titres
| 1.  | Overseas Telegram             |  |
| 2.  | Ecce Homo                     |  |
| 3.  | Mickey maousse                |  |
| 4.  | Juif et dieu                  |  |
| 5.  | Shush shush Charlotte         |  |
| 6.  | Toi mourir                    |  |
| 7.  | La Nostalgie camarade         |  |
| 8.  | Bana basadi balalo            |  |
| 9.  | Evguénie Sokolov              |  |
| 10. | Negusa nagast                 |  |
| 11. | Strike                        |  |
| 12. | Bad News from the Stars       |  |
| 13. | Ecce Homo et caetera (inédit) |  |

| 1.  | Overseas dub                                      |                       |  |
| 2.  | Dub Homo                                          |                       |  |
| 3.  | Dub Maousse                                       |                       |  |
| 4.  | Juif et dub                                       |                       |  |
| 5.  | Dub Charlotte                                     |                       |  |
| 6.  | Toi Dub                                           |                       |  |
| 7.  | Nostalgie dub                                     |                       |  |
| 8.  | Bana basadi dub                                   |                       |  |
| 9.  | Strike dub                                        |                       |  |
| 10. | Dub from the Stars                                |                       |  |
| 11. | Telegram (featuring Telegram)                     | Overseas Telegram     |  |
| 12. | Love (featuring Mumma Leck)                       | Ecce Homo             |  |
| 13. | Minnie Pussy (featuring Lisa Dainjah)             | Mickey Maousse        |  |
| 14. | Jews (featuring Mark Holloway et Intaleck)        | Juif et dieu          |  |
| 15. | Don't Cry (featuring Anthony John)                | Shush Shush Charlotte |  |
| 16. | Rub a Dub International (featuring Lone Ranger)   | Toi mourir            |  |
| 17. | Man a Beg Fe Life (featuring Simon Splinta)       | La Nostalgie camarade |  |
| 18. | Rock Me My Baby (featuring Wingy)                 | Bana Basadi Balalo    |  |
| 19. | Show Love (featuring en:Al Pancho)                | Evguénie Sokolov      |  |
| 20. | One Thousand Drums or More (featuring D. Thunder) | Negusa Nagast         |  |
| 21. | Strike ! (featuring Buffalo Bill)                 | Strike                |  |

## Musiciens
- Robbie Shakespeare : basse
- Sly Dunbar : batterie
- Marcia Griffiths : chœurs
- Judy Mowatt : chœurs
- Rita Marley : chœurs
- Michael "Mao" Chung : guitare, piano
- Radcliffe Bryan : guitare
- Ansel Collins : orgue, piano
- Uzziah "Sticky" Thompson : percussion
- Herman Davis : tambourin

Voix :
- Lisa "Dainjah" Mitchell
- Mark Holloway
- Anthony "Lone Ranger" Waldron
- Pauline "Wingy" Burrell
- Darnette "Mumma Leck" Cummings
- Rupert "Buffalo Bill" Reeves
- Ralmond "Intaleck" Hall
- Damian "D. Thunder" Henry
- Clarence Mitchell
- Owen "en:Al Pancho" Ricardo Brown
- Michael Kelly
- David "Telegram" Grant

## Classement
| Chart (2003) | Position |
| ------------ | -------- |
| France       | 47       |